# Georg Gsell

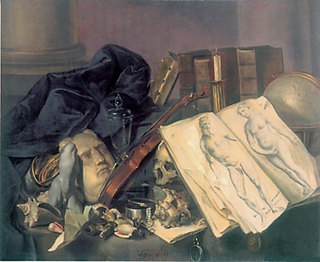
Ainda Vida, de Georg Gsell.

Georg Gsell, (28 de janeiro de 1673 - 22 de novembro de 1740), foi um pintor barroco suíço, consultor e comerciante de arte.
Gsell nasceu em St. Gallen, onde se casou com sua primeira esposa em 1967, Marie Gertrud von Loen of Frankfurt am Main. Eles se mudaram para Amsterdã em 1704, onde sua quinta filha Katharina nasceu em 1707. Sua esposa morreu e ele se casou com Anna Horstmans, mas divorciou-se em 1715, quando se casou uma terceira vez com Dorothea Maria Merian, filha de Maria Sibylla Merian. O casal foi recrutado por Pedro I em 1716 e foi para a Rússia, onde se tornou primeiro curador da galeria de arte imperial fundada em 1720. Sua esposa, Maria-Dorothea, tornou-se curadora da Kunstkamera. Sua filha Katharina casou com o matemático Leonhard Euler em 1733.
Gsell morreu com 67 anos em São Petersburgo, e sua esposa sobreviveu por mais três anos. Ele é conhecido por seu catálogo da Kunstkamera em forma de manuscrito, que recentemente foi redescoberto.